# Candelaria (Icla)
Candelaria ist eine Ortschaft im Departamento Chuquisaca im südamerikanischen Andenstaat Bolivien. 

## Lage
Candelaria ist neuntgrößter Ort des Municipio Icla in der Provinz Jaime Zudáñez. Die Ortschaft liegt auf einer Höhe von 2952 m am Río Molino, der wenige Kilometer flussabwärts in den Río Tarabuco fließt, den Oberlauf des Río Icla, der flussabwärts in den Río Pilcomayo mündet.

## Geographie
Candelaria liegt zwischen dem Altiplano und dem bolivianischen Tiefland im Höhenzug der bolivianischen Cordillera Central. Das Klima ist ein kühl-gemäßigtes Höhenklima mit typischem Tageszeitenklima, bei dem die Temperaturunterschiede im Tagesverlauf stärker schwanken als im Jahresverlauf.
Die Jahresdurchschnittstemperatur in dieser Höhenlage liegt bei etwa 9 °C (siehe Klimadiagramm Tarabuco), die Monatsdurchschnittswerte schwanken zwischen 6 °C im Juli und 11 °C im November. Der Jahresniederschlag beträgt 600 mm und weist vier aride Monate von Mai bis August mit Monatswerten unter 10 mm auf, und eine deutliche Feuchtezeit von Dezember bis Februar mit Monatsniederschlägen zwischen 100 und 125 mm.

## Verkehrsnetz
Candelaria liegt in einer Entfernung von 87 Straßenkilometern südöstlich von Sucre, der Hauptstadt Boliviens und des Departamentos.
Von Sucre aus führt nach Osten die 976 Kilometer lange Nationalstraße Ruta 6, die Sucre mit dem bolivianischen Tiefland und der dortigen Millionenstadt Santa Cruz verbindet, und erreicht die Stadt Tarabuco nach 67 Kilometern. Von Tarabuco aus führt dann eine Höhenstraße nach Süden über Candelaria weiter nach Icla.

## Bevölkerung
Die Einwohnerzahl der Ortschaft ist in dem Jahrzehnt zwischen den beiden letzten Volkszählungen deutlich zurückgegangen:
| Jahr | Einwohner         | Quelle       |
| ---- | ----------------- | ------------ |
| 1992 | keine Detaildaten | Volkszählung |
| 2001 | 384               | Volkszählung |
| 2012 | 289               | Volkszählung |
| 2024 |                   | Volkszählung |

Die Region weist einen hohen Anteil an Quechua-Bevölkerung auf, im Municipio Icla sprechen 98,6 Prozent der Bevölkerung die Quechua-Sprache.